# Madonna z Lukki
Madonna z Lukki (niderl. Lucca Madonna) – obraz olejny niderlandzkiego malarza Jana van Eycka. Pierwotnie znajdował się w kolekcji Karola II Parmeńskiego, księcia Lukki (stąd taki tytuł). Obecnie znajduje się w zbiorach Städelsches Kunstinstitut we Frankfurcie nad Menem. Obraz został namalowany między 1435 a 1437.

## Wygląd
Jest to olej na desce dębowej o wymiarach 65,5 × 49,5 cm. Przedstawia Maryję karmiącą Dzieciątko, siedzącą na tronie umieszczonym na wprost widza wewnątrz kameralnej komnaty. Maryja ma pogodny wyraz twarzy, kieruje wzrok ku nagiemu Dzieciątku siedzącym na kolanach Marii profilem do widza.
Ubrana jest w pełne splendoru długie czerwone szaty zakrywające granatową suknię. Strój zdobiony jest złoconymi wstęgami, koronkami oraz kamieniami szlachetnymi.
Światło pada z lewej strony, przez arkadowe okno z dekoracją gomółkową, na parapecie leżą dwie pomarańcze. We wnęce po prawej stronie na półce widoczne są przedmioty codziennego użytku, misa, wazon i świecznik.
Pokój zdobi tron z baldachimem oraz drogocenny wówczas dywan wschodni, kontrastujące z surowymi ścianami gotyckiego wnętrza. Oprócz bogatej tapiserii z dekoracją ornamentalną zdobiącą oparcie i baldachim tron ozdobiony jest małymi statuetkami lwów, co symbolizuje Tron Salomona. Uwagę zwraca dokładne studium perspektywy zbieżnej. Wraz z kilkoma detalami jak motyw podestu tronu, płytki podłogi tworzy integralną całość w celu pogłębienia przestrzeni, co było wówczas powszechne w sztuce włoskiego renesansu.
Temat Madonny z Dzieciątkiem był często poruszany przez van Eycka, niemniej każda wersja tego tematu charakteryzuje się indywidualizmem i specyficzną atmosferą. Ważną rolę odgrywał nastrój, w przypadku tego dzieła, Madonna z Dzieciątkiem została wpisana w atmosferę życia codziennego mieszczan.

## Ince Hall Madonna

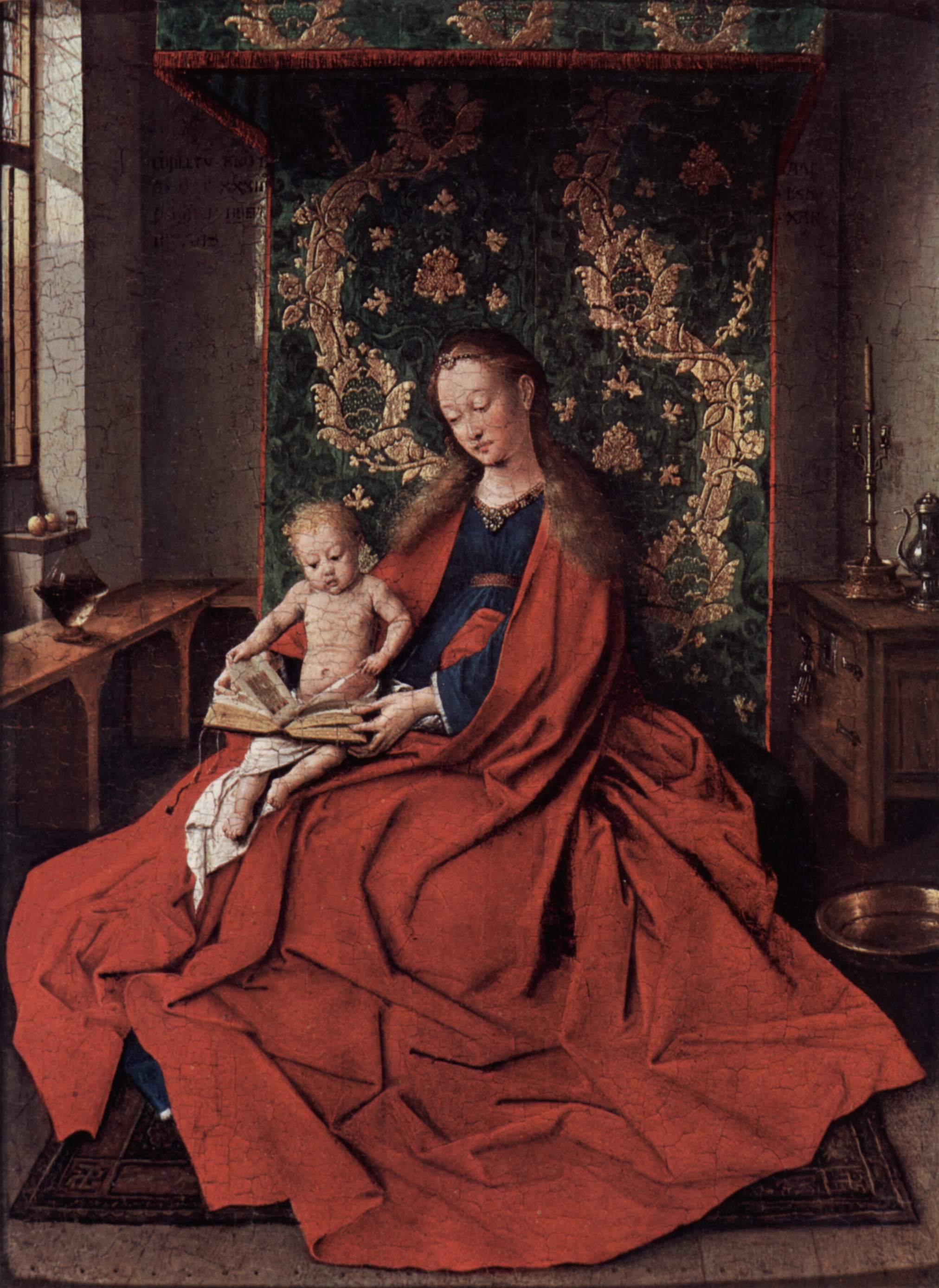
Madonna z Dzieciątkiem (Ince Hall Madonna)

W zbiorach National Gallery of Victoria w Melbourne zachował się namalowany w 1433 roku obraz Madonny z Dzieciątkiem (zwana Ince Hall Madonna). Obraz ten zawiera liczne podobieństwa do Madonny Lucca przede wszystkim w zakresie ujęcia kompozycji, wyposażenia kameralnego mieszczańskiego wnętrza i wytworności jaka emanuje w Marii, która została przedstawiona w bardziej dynamicznym ujęciu. Odmienny jest też typ ikonograficzny Marii, ona nie jest tronująca, lecz siedzi na niewidocznym niskim taborecie lub po prostu na podłodze. Jest to nawiązanie do Madonny Pokornej – typu ikonograficznego ukazującego Marię z Dzieciątkiem siedzącą na ziemi. Dzieciątko wertuje wielostronicową księgę, co więcej na jego twarzy widać zafascynowanie tym przedmiotem. Czyni to Chrystusa człowiekiem wyjątkowym, bowiem zajmuje się czynnością godną dorosłego uczonego, co ma prorokować naukową posługę Pana Świata. Pomimo licznych podobieństw, do Madonny z Lukki sprawa autorstwa obrazu w Melbourne jest dyskusyjna. Niemniej dzieło jest parafrazą współczesną obrazowi mistrza z Brugii.